# PDFCreator
PDFCreator é um gerador de PDF software livre. Este programa funciona como uma impressora virtual, permitindo criar documentos PDF a partir de qualquer programa que permita a impressão de ficheiros. O utilizador apenas necessita de mandar "imprimir" o documento que pretende converter, como se tratasse de uma vulgar impressora. Este programa tem licença GPL.

## Versões e funcionalidades
Além da versão gratuita (Free), o PDFCreator está disponível em três edições comerciais: PDFCreator Professional, PDFCreator Server e PDFCreator Terminal Server.
Desde 2009, o instalador do PDFCreator inclui softwares closed source, adware, toolbars e outros componentes por padrão.
O programa é escrito em Microsoft C# e distribuído gratuitamente. Suporta Windows 32 e 64 bits — incluindo o Windows 11 — e utiliza o Ghostscript (embutido) para gerar PDFs. A aplicação funciona como impressora virtual e também converte arquivos .ps (PostScript) em PDF.
Formatos suportados:
- PDF (incluindo PDF/A 1b, 2b, 3b e PDF/X X‑3:2002, X‑3:2003, X‑4),
- PNG,
- JPEG,
- TIFF,
- TXT.

Suporta também assinaturas digitais e permite criptografia em 128‑bit (padrão/AES) ou 256‑bit AES (nas edições Business).
Aplicações compatíveis com COM podem acionar funções do PDFCreator. Nas edições comerciais, é possível criar scripts em C# com acesso completo aos dados do trabalho, ao .NET Framework e bibliotecas externas.
É possível definir restrições de impressão, cópia ou edição via senha de usuário e senha do proprietário. A automação de documentos, como faturas, é facilitada por tokens (data atual, nome de usuário, e-mail etc.).
Todas as edições suportam assinaturas digitais.
Histórico de compatibilidade:
- Versão 0.9.6 — compatível com Windows Vista.[9]
- Versão 0.9.7 — compatível com Windows 7.[10]
- Versão 3.0.0 — encerrado suporte ao Windows XP.[11]
- Versão 4.4.0 — suporte completo ao Windows 11.[12]
- Versão 6.0.0 (abril de 2025) — removida interface COM na versão gratuita.[13]